# Biff Wellington
Biff Wellington är en kötträtt med oxfilé som bas. Den har fått sitt namn efter Arthur Wellesley, hertig av Wellington.
Den tillreds genom att man bryner köttet i panna och låter det svalna. Därefter tillreder man en duxelles-röra bestående av bland annat mycket finhackade champinjoner, lök och diverse örter. Köttet gräddas sedan i ugnen efter att ha rullats in i duxelles-röran och sedan i utkavlad smördeg.
Biff Wellington kan serveras med madeirasås, murkelsås eller cognacsås.   